# Walter Issleib
Walter Issleib (* 11. April 1923 in Eisenach) ist ein ehemaliger deutscher Diplomat. Er war von 1978 bis 1980 Botschafter der DDR in der Jemenitischen Arabischen Republik.

## Leben
Issleib, Sohn eines Arbeiters, besuchte die Oberschule, legte das Abitur ab und übte eine Pflegertätigkeit in Eisenach aus. Er beantragte am 29. Juli 1941 die Aufnahme in die NSDAP und wurde zum 1. September desselben Jahres aufgenommen (Mitgliedsnummer 8.665.521).
Nach 1945 arbeitete er als Rechtspfleger im Justizdienst und als Referent im Innenministerium des Landes Thüringen. Er wurde Mitglied der Sozialistischen Einheitspartei Deutschlands (SED) und studierte bis 1954 Ökonomie an der Deutschen Akademie für Staats- und Rechtswissenschaft mit dem Abschluss als Diplomökonom. 
Bis 1960 übte er verantwortliche Funktionen beim Rat des Bezirkes Erfurt aus, war zeitweise stellvertretender Vorsitzender des Rates des Bezirkes. Von 1961 bis 1969 fungierte er als Stellvertreter bzw. Erster Stellvertreter des Oberbürgermeisters von Erfurt. 
Im Jahr 1969 nahm Issleib seine Tätigkeit im Ministerium für Auswärtige Angelegenheiten der DDR (MfAA) auf. Ab Oktober 1970 war er Leiter der Handelsvertretung der DDR im Staate Kuwait im Rang eines Legationsrates und von Dezember 1970 bis Dezember 1972 Leiter des Generalkonsulates in Kuwait. Von Mai 1978 bis Februar 1980 war er Botschafter der DDR in der Jemenitischen Arabischen Republik (Nachfolger von Lothar Eichelkraut). Anschließend arbeitete er als politischer Mitarbeiter im MfAA.
Issleib ist verheiratet und Vater zweier Kinder.

## Auszeichnungen
- Ehrentitel Verdienter Aktivist
- Verdienstmedaille der DDR
- 1980 Vaterländischer Verdienstorden in Bronze